# Brunton, Northumberland
Brunton är en ort i civil parish Newton-by-the-Sea, i grevskapet Northumberland i England. Orten är belägen 12 km från Alnwick. Brunton var en civil parish 1866–1955 när det uppgick i Newton-by-the-Sea. Civil parish hade 25 invånare år 1951.